# Vlag van Maasbracht

Gemeentevlag van Maasbracht
(1991-2007)

Gemeentevlag van Maasbracht
(1966-1991)

De vlag van Maasbracht is op 20 juli 1991 bij raadsbesluit vastgesteld als gemeentelijke vlag van de voormalige Limburgse gemeente Maasbracht. De vlag kan als volgt worden beschreven:
Drie banen, waarvan de lengten zich verhouden als 8:3:13, de twee eerste golvend blauw, geel en rood, met op de blauwe baan boven aan een wit anker met herkruiste stok en ring, waarvan de hoogte gelijk is aan ½ van de hoogte van de vlag. De hoogte en lengte van de vlag verhouden zich als 2:3.
De kleuren van de vlag zijn ontleend aan het gemeentewapenen stonden tevens voor de vier samengevoegde gemeenten Linne, Maasbracht, Ohé en Laak en Stevensweert. De kleur blauw en de golven duidden op de Maas, geel op de vruchtbare landbouwgrond langs haar oevers en rood op de nieuwe gemeente. Het anker wees op de verbondenheid van Maasbracht met de binnenvaart, terwijl de herkruisingen waren ontleend aan de herkruiste kruisjes uit het wapen van oud-Maasbracht.
In 2007 ging Maasbracht samen met Heel en Thorn op in de fusiegemeente Maasgouw, waardoor de vlag als gemeentevlag kwam te vervallen.

## Eerdere vlag
Op 6 september 1966 stelde de gemeenteraad van de toenmalige gemeente Maasbracht een vlag in die als volgt kan worden beschreven:
Vierkant, rood met een wit schuinkruis, vergezeld van vier herkruiste kruisjes.
De kleuren en het beeld kwamen uit de (heraldische) rechterhelft van het gemeentewapen. Het is het wapenbeeld van Echt, waaronder Maasbracht eeuwenlang ressorteerde. Het ontwerp was afkomstig van de Hoge Raad van Adel.

## Verwante afbeeldingen

Wapen van Maasbracht (1992)
Wapen van Maasbracht (1889)
Wapen van Echt

Ambt Montfort 
· Amby 
· Arcen en Velden 
· Baexem 
· Beegden 
· Belfeld 
· Bemelen 
· Berg en Terblijt 
· Bocholtz 
· Born 
· Broekhuizen 
· Cadier en Keer 
· Echt 
· Eijsden 
· Elsloo 
· Eygelshoven 
· Geleen 
· Grathem 
· Grubbenvorst 
· Haelen 
· Heel 
· Heel en Panheel 
· Heer 
· Helden 
· Herten
· Heythuysen 
· Hoensbroek 
· Horn 
· Horst 
· Hulsberg 
· Hunsel 
· Kessel 
· Klimmen 
· Limbricht 
· Linne 
· Maasbracht 
· Maasbree 
· Margraten 
· Meerlo-Wanssum 
· Meijel 
· Melick en Herkenbosch 
· Montfort 
· Munstergeleen 
· Neer 
· Nieuwenhagen 
· Nieuwstadt 
· Nuth 
· Ohé en Laak 
· Onderbanken 
· Ottersum 
· Posterholt 
· Roggel 
· Roggel en Neer 
· Schaesberg 
· Schinnen 
· Sevenum 
· Sint Odiliënberg 
· Sittard 
· Stevensweert 
· Stramproy 
· Susteren 
· Swalmen 
· Tegelen 
· Thorn 
· Ubach over Worms 
· Ulestraten 
· Urmond 
· Valkenburg-Houthem 
· Vlodrop 
· Wessem 
· Wittem